# ワカメ
ワカメ（若布、和布、稚海藻、裙蔕菜、学名: Undaria pinnatifida）は、褐藻綱コンブ目チガイソ科に分類される大型の海藻の1種である。
根のような付着器で岩に付着し、羽状に分岐した葉状部は膜質で柔らかく食用になる。この藻体は胞子体であり、茎状部の基部に「胞子葉」（成実葉、メカブ）と呼ばれる単子嚢をつける器官を形成、ここから放出された遊走子（鞭毛をもつ胞子）が微小な配偶体になり、卵と精子を形成、受精卵が再び大きな胞子体になる。
主な分布域は、日本を含む東アジアの海域。日本や朝鮮では広く食用とされ、味噌汁やスープ、酢の物、煮物、サラダ、乾物、ふりかけなどの形で食される。ワカメ生産の大部分は養殖品であり、日本、朝鮮、中国では大量に養殖されている。人間活動に伴って世界中に帰化しており、世界の侵略的外来種ワースト100にも選定されている。

## 特徴
複相（染色体を2セットもつ）で大型の胞子体と単相（染色体を1セットもつ）で微小な配偶体の間で異形世代交代を行う。
胞子体は、根のような付着器と茎状部およびそれに続く葉状部からなる。胞子体は一年生（冬から夏）であり、高さ 50–300 cm（センチメートル）になる。付着器は繊維状、不規則に叉状分岐する。茎状部は扁圧しており、多肉質、発達すると幅 2–5 cm、長さ 3–50 cm、両縁がわずかに突出している。葉は初めは卵形で全縁であるが、やがて下部から切れ込みが生じる。最終的に多数の羽片からなる羽状の葉になるが、切れ込みの程度などは環境条件によってさまざまである（下図1a, b）。葉の中軸は厚く帯状の中肋となる（下図1b, c）。葉は薄い膜質で柔らかくぬめりがあり、平滑、粘液腺と毛巣が散在し、色は濃黄褐色から黒褐色（光合成色素であるフコキサンチン複合体が壊れると緑色になる）。乾燥させれば色は濃い緑色になる。
春から夏に成熟し、胞子体の茎状部にひだ状の胞子葉（sporophyll、成実葉）が形成される（「メカブ」とよばれる）。胞子葉の両面には遊走子嚢（単子嚢）が形成され、2本の鞭毛をもつ遊走子を放出する。遊走子は着生し、微小な糸状体である雌性または雄性の配偶体となる。雄性配偶体は小型の細胞からなり、分枝が多く、各枝の先端に数個の造精器を房状につけ、各造精器から1個ずつ精子を放出する。雌性配偶体は大型の細胞からなり、各枝の先端が生卵器となり、卵を形成する。卵は性フェロモンを分泌して精子を誘因、受精卵は胞子体へと発生する。染色体数は n = 30 が報告されている。

## 分布・生態

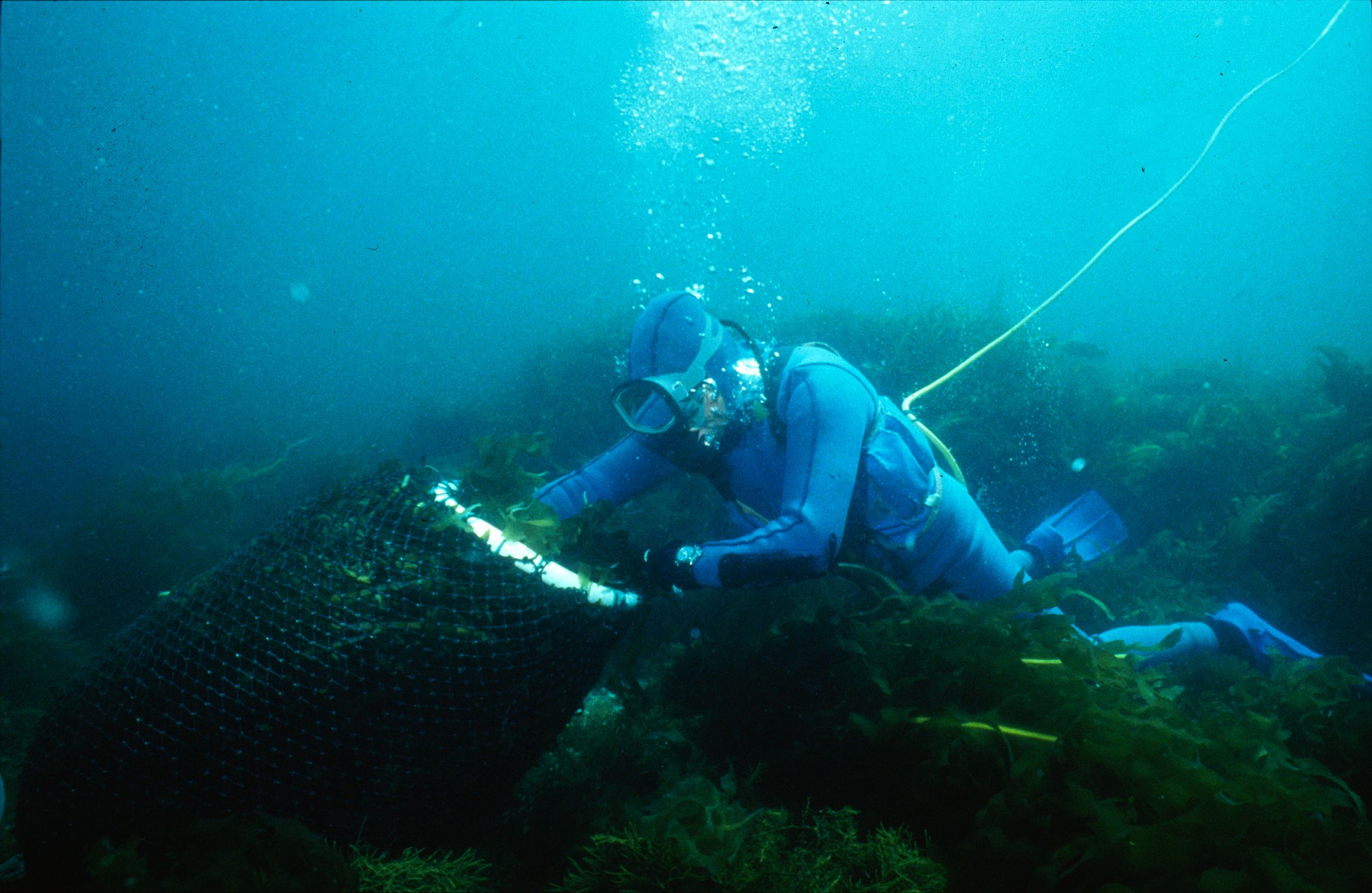
2. オーストラリアのワカメ群落

日本、韓国、中国、極東ロシアなどの東アジア沿岸部に分布する。日本では北海道から九州に見られるが、北海道東部には分布せず、紀伊半島から九州の太平洋岸でもほとんど見られない。タイプ産地は静岡県下田市である。
低潮線付近から潮下帯の岩上に生育する。群落を形成することがあり、ワカメからなる藻場はワカメ場 (Undaria bed) ともよばれる。

### 侵略的外来種
上記のようにワカメは東アジアに自然分布するが、1980年代以降、人間活動に伴って世界各地に侵入し、ヨーロッパ、カナリア諸島、北アメリカ太平洋岸、アルゼンチン、オーストラリア、ニュージーランドなどから報告されている（右図2）。このようなワカメは、種カキや船体に付着または船のバラスト水（船の重りとして積込まれた水）に混入して侵入したと考えられている。
侵入したワカメは自生種や養殖漁業への悪影響等を与えることがあり、世界の侵略的外来種ワースト100（IUCN, 2000年）の1つに選定されている。
アメリカ合衆国西海岸では、東日本大震災に伴う津波で日本から流された漂着物中にワカメが見つかっている。

## 人間との関わり

### 名称と歴史
古代日本ではワカメはニキメ、ニギメとよばれ、「和布」、「和海藻」などを充てたが、原義では海産の藻類一般を指す漢語の「海藻」をニギメとも読んだ。「メ（布、軍布）」は食用海藻の総称の1つであったが、ニギメ（ワカメ）の意味でも用いられた。またおそらくニギメの若いものをワカメとよび、「稚海藻」、「稚和布」、「若海藻」、「若布」、「和可米」などを充てた。ただし「ワカ」を「タマ（玉）」などと同様に美称と捉えれば、古代にあっては「ワカメ」は海藻類一般を指す美称であった可能性があり、それがワカメを特定する名称となったのは中世以降である可能性も指摘されている。他に別名としてメノハ（海布葉、布の葉）がある。貝原益軒の『大和本草』などでは漢名の「裙蔕菜（裙蒂菜）」を挙げているが、日本ではほとんど使われない。
またメカブは「マナカシ（海藻根）」とよばれていた。
日本ではワカメは古くから食用とされてきた。縄文時代の遺跡からはワカメを含む海藻の遺存体が見つかっており、この時代から食されていたと考えられている。藤原京跡や平城京跡からは「軍布」や「海藻」、「若海藻」、「稚海藻」、「和海藻」、「海藻根」と記された木簡が見つかっている。『万葉集』にも、下記のようにワカメを詠んだ歌がいくつかある。

角島の 迫門の稚海藻は 人のむた 荒かりしかど わがむたは若海藻
—作者未詳『万葉集』巻十六 3871
『大宝律令』（701年）にはニギメ（ワカメ）が記されており、『養老律令』（757年）でも調の1つに指定されている。『延喜式』（927年完成）ではニギメの貢納国として関東、北陸、東海、近畿、四国の16か国が、マナカシの貢納国として東海、近畿、山陰、四国、九州の10か国が指定されており、海藻の中では最も国数が多い。ワカメは役人（公卿から下級役人まで含む）や寺社にも広く支給されていた。またワカメは神事や宮中の儀にも広く用いられていた。和布刈神社（）は神功皇后による創建と伝えられ、旧正月の未明にワカメを刈りとり、これを神前に供える。平城京には「海藻店（）」があり、他の海藻と共にワカメが売られていたと考えられている。またワカメの名産地も認識されるようになり、平安時代中期から後期の資料には「丹後和布」（京都）や「鳴門和布」（徳島）、「加田和布」（和歌山）が記されている。さらに『毛吹草』（1645年）では和布の産地として三河国、伊勢国、志摩国、紀伊国、阿波国、若狭国、出雲国、肥前国が挙げられている。
『和名類聚抄』（平安時代中期）では、ワカメの調理法として海菜（おそらく佃煮）が記されている。室町時代には、茶の子として油煎和布や泥和布（ぬため、和布の酢味噌和え）が挙げられている。さらに江戸時代の『料理物語』（1643年）では、ワカメの料理として「汁」や「さしみ」（おそらく酢の物）、「あぶりさかな」、「きざみ」、「酒に入れる」が記されている。

### 食用
| 項目                                  | 量（g） |
| ------------------------------------- | ------- |
| 脂肪                                  | 0.64    |
| 飽和脂肪酸                            | 0.13    |
| 14:0（ミリスチン酸）                  | 0.007   |
| 16:0（パルミチン酸）                  | 0.117   |
| 18:0（ステアリン酸）                  | 0.006   |
| 一価不飽和脂肪酸                      | 0.058   |
| 16:1（パルミトレイン酸）              | 0.019   |
| 18:1（オレイン酸）                    | 0.02    |
| 20:1                                  | 0.02    |
| 多価不飽和脂肪酸                      | 0.218   |
| 18:2（リノール酸）                    | 0.01    |
| 18:3（α-リノレン酸）                  | 0.002   |
| 20:4                                  | 0.021   |
| 20:5 n-3（エイコサペンタエン酸; EPA） | 0.186   |

海藻を食用とする国は世界中に多数あるが、ワカメを食用とする国は日本および韓国・北朝鮮（朝鮮半島）のみである。また中華人民共和国でも日本輸出向けのワカメが盛んに生産されているにもかかわらず、中国ではワカメを食べる習慣はなかった。

#### 日本
日本ではワカメは食用として広く利用され、味噌汁や酢の物、炒め物、煮物（タケノコと煮た若竹煮など）、サラダ、地域によっては天ぷらやしゃぶしゃぶ等さまざまに料理される（下図3a-c）。
日本わかめ協会はワカメの消費拡大のため、新わかめが出回り、また若竹煮のシーズンである5月5日を「わかめの日」としている。
ワカメの生体は褐色であるが、湯通しなど調理すると光合成色素であるフコキサンチン複合体が壊れるため、藻体は緑色になる。単子嚢をつける「胞子葉」の部分は特に「メカブ（和布蕪）」と呼ばれ、粘りが多いため細かく刻んでとろろ状にして食されることも多い。
茎状部や中肋の部分（茎ワカメ）はその固さから、かつて日本では一般的には食用とはされなかった。戦前の記録では、対馬の「メノシン」（茎状部を細く割いて干したもの）、下関の「メノクキ」（茎状部を酢漬けにしたもの）などの郷土料理、あるいは粕漬
、味噌漬などの時間をかけた調理法が主であり、1960年代でも利用する地域は限定的であったと思われる。しかしその後、1970年代の婦人雑誌には「茎わかめ」を用いた短時間で調理可能な惣菜が紹介されるようになる。1983年出願の特許「くきわかめ漬物の製造方法」
では「近時、わかめの茎部をくきわかめと称して食用に供しており、そのコリコリとした食感が好評を得ている」とされており、この頃には既に定着していたとみられる。現在は「茎わかめ」としてサラダ（図3c）や佃煮、素材菓子などとして利用されている。
食用ワカメは、ふつう塩蔵品（塩ワカメ）や乾物（乾燥ワカメ）として流通しているが（下図3d）、ワカメの収穫期である冬から春にかけては生ワカメも流通する。1968年9月に有限会社コタニ海藻店が消費拡大と商品保存の簡便さを目的に、保存性生わかめの製造法特許を取得。1976年には理研ビタミンが洗浄・細断・乾燥したカットワカメ「ふえるわかめちゃん」を発売し、同社を代表するヒット商品となった。こうして簡便手軽に利用できるカットワカメは1980年代から急速に利用されるようになり、インスタント味噌汁やスープ、ラーメンの具材として広く使われている。
またその他にも、日本全国各地には伝統的なワカメの保存加工法も存在し、素干しワカメ（北海道・東北地方）、抄きワカメ（東北地方）、もみワカメ（北陸地方・長崎県）、板ワカメ（山陰地方）、糸ワカメ（三重県・徳島県）、灰干しワカメ（徳島県）などが知られる。
なお日本で「子持ちわかめ」と呼ばれるものは、ニシンの卵が産みつけられた別属別種の褐藻であるチガイソ (Alaria crassifolia) のことである。

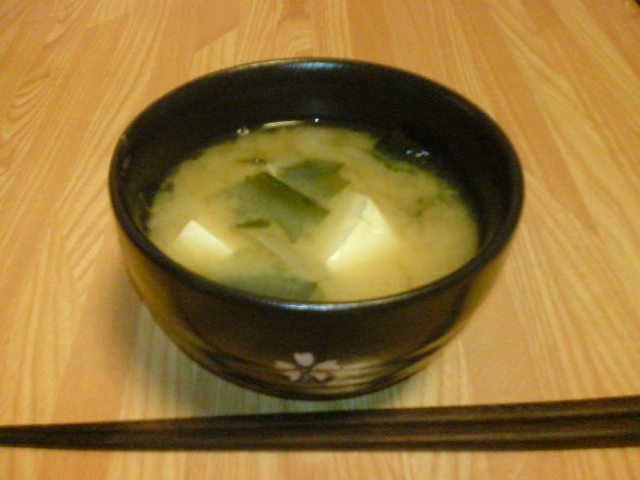
3a. ワカメと豆腐の味噌汁
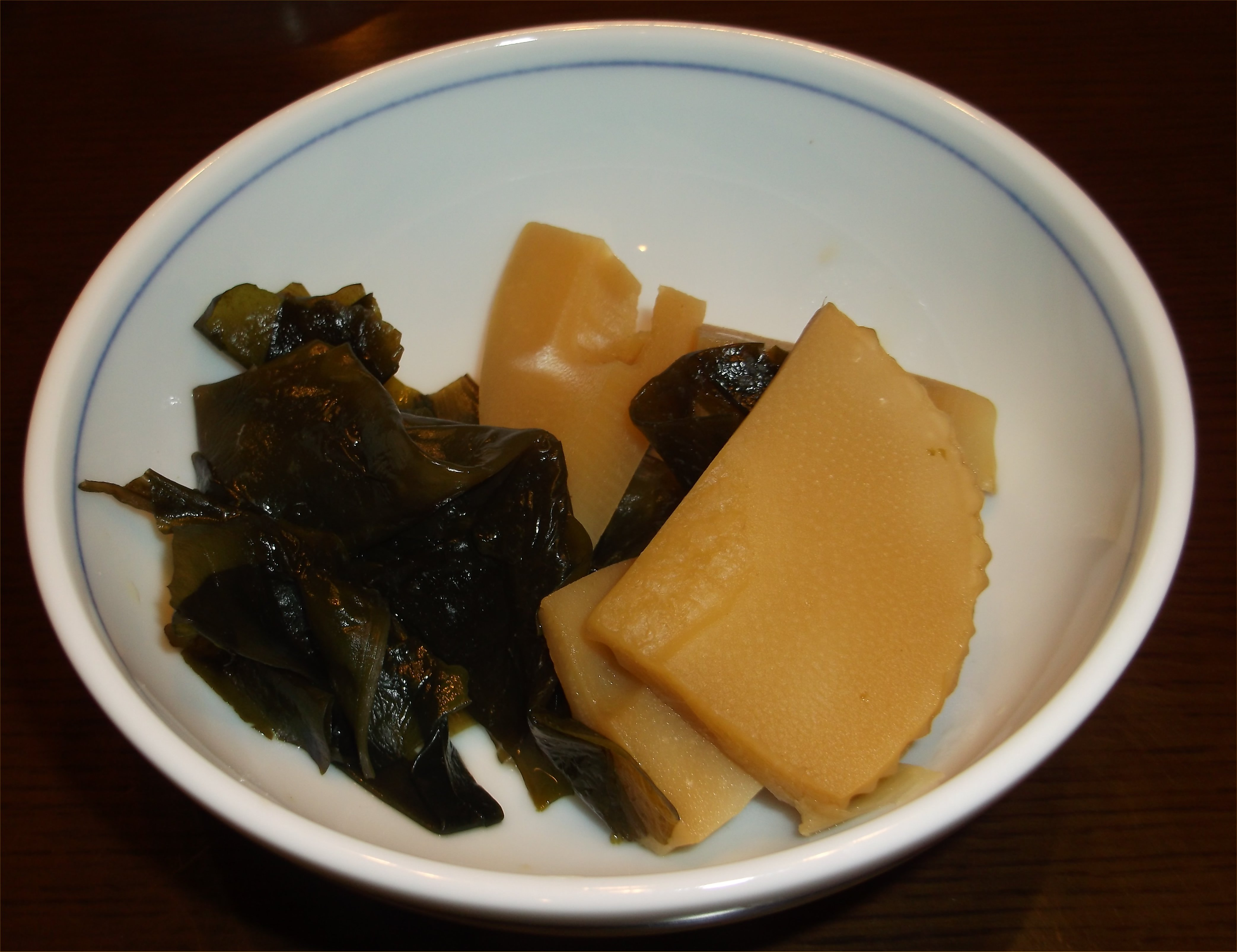
3b. 若竹煮
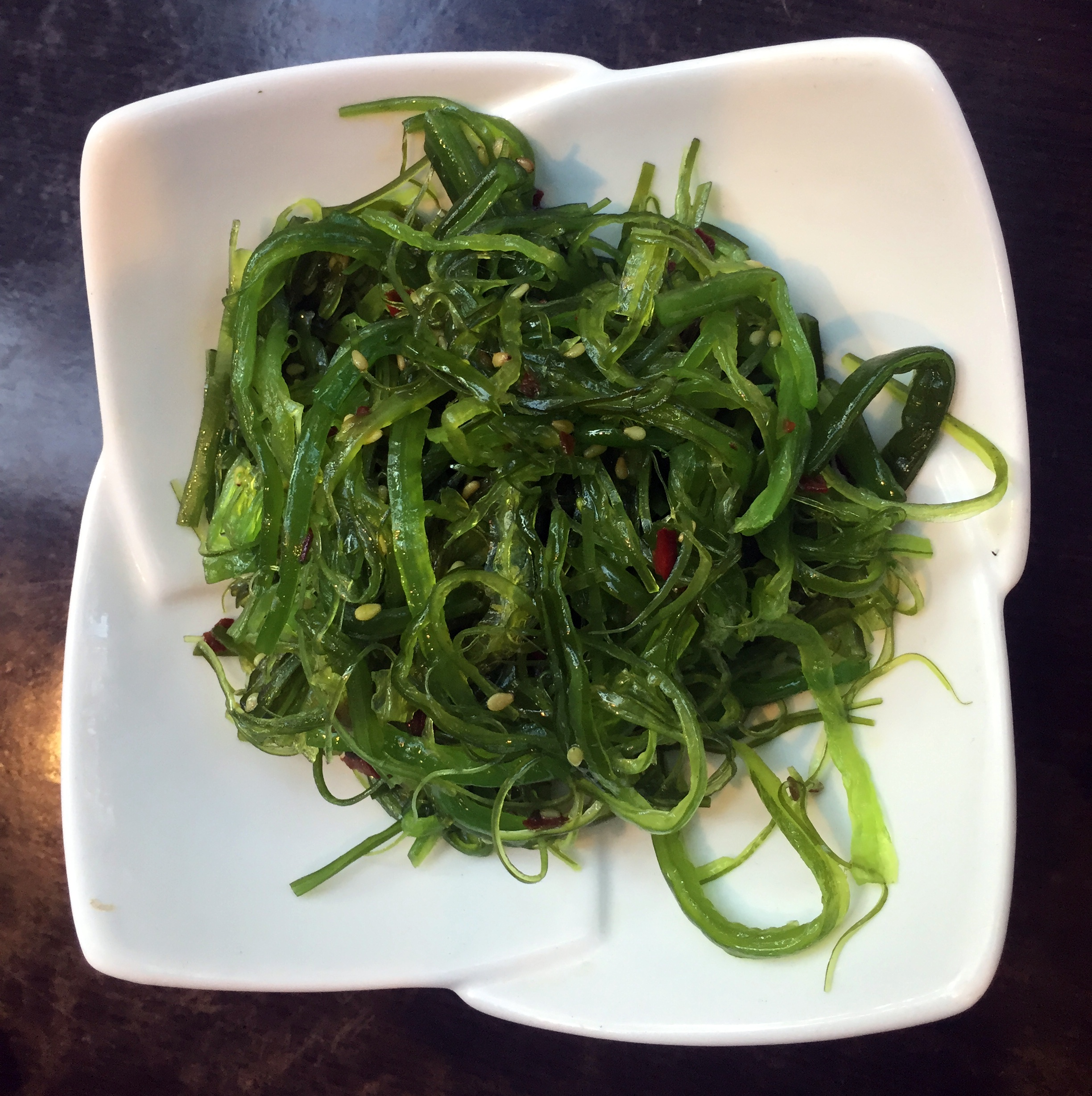
3c. ワカメのサラダ

#### 朝鮮半島
朝鮮半島ではワカメを日本以上に多食し、韓国では1人あたりの年間ワカメ平均消費量は日本の約3倍である（下図3e, f）。その優れた栄養価から妊娠中や出産後に食べる料理とされ、ワカメを茹でたスープ（ミヨックク; 下図3e）を飲む習慣がある。また母親に感謝する意味から、誕生日にミヨッククを飲む風習もある。ただしワカメは滑らかであることから「滑る」に通じるとして、ゲン担ぎとして受験生には厳禁とされる。
日本と異なり、韓国では天然ワカメと養殖ワカメに歴然としたブランド差があり、天然ワカメは非常に貴重視され高値で取引される。天然ワカメが取れる磯や海域は畑や田と同じ不動産扱いされ、厳しい管理の下で一族に代々相続される。

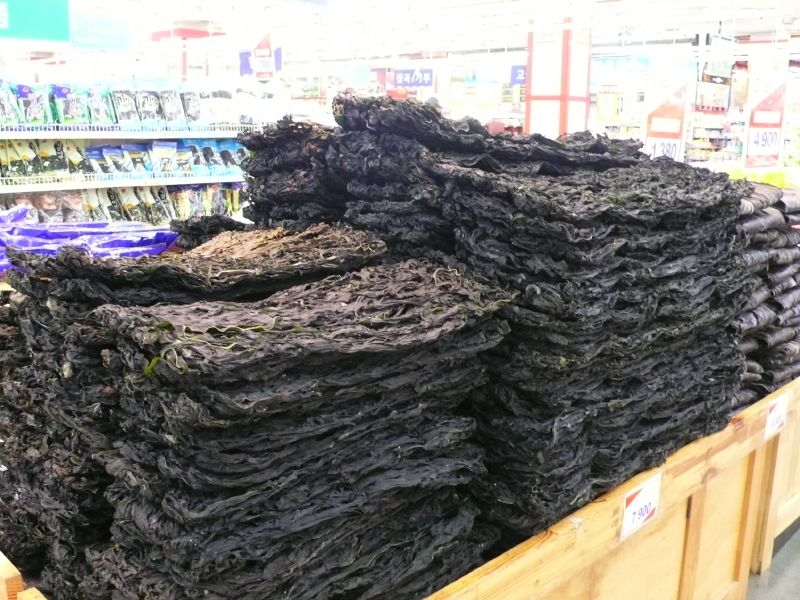
3d. 韓国の乾燥わかめ
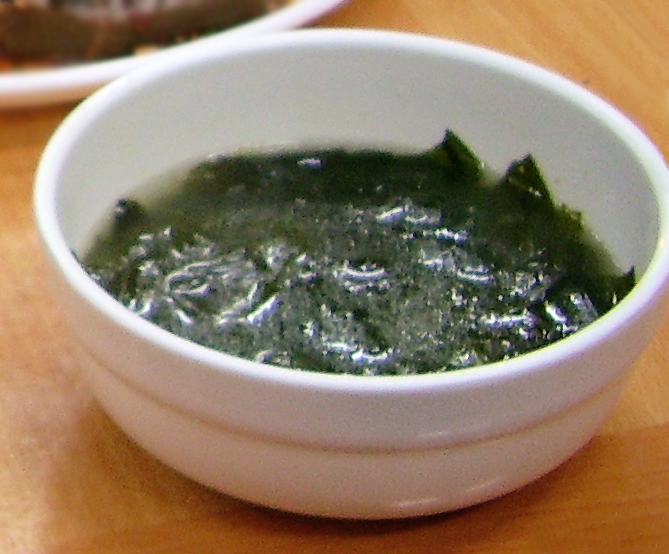
3e. 韓国式ワカメスープ（ミヨックク）
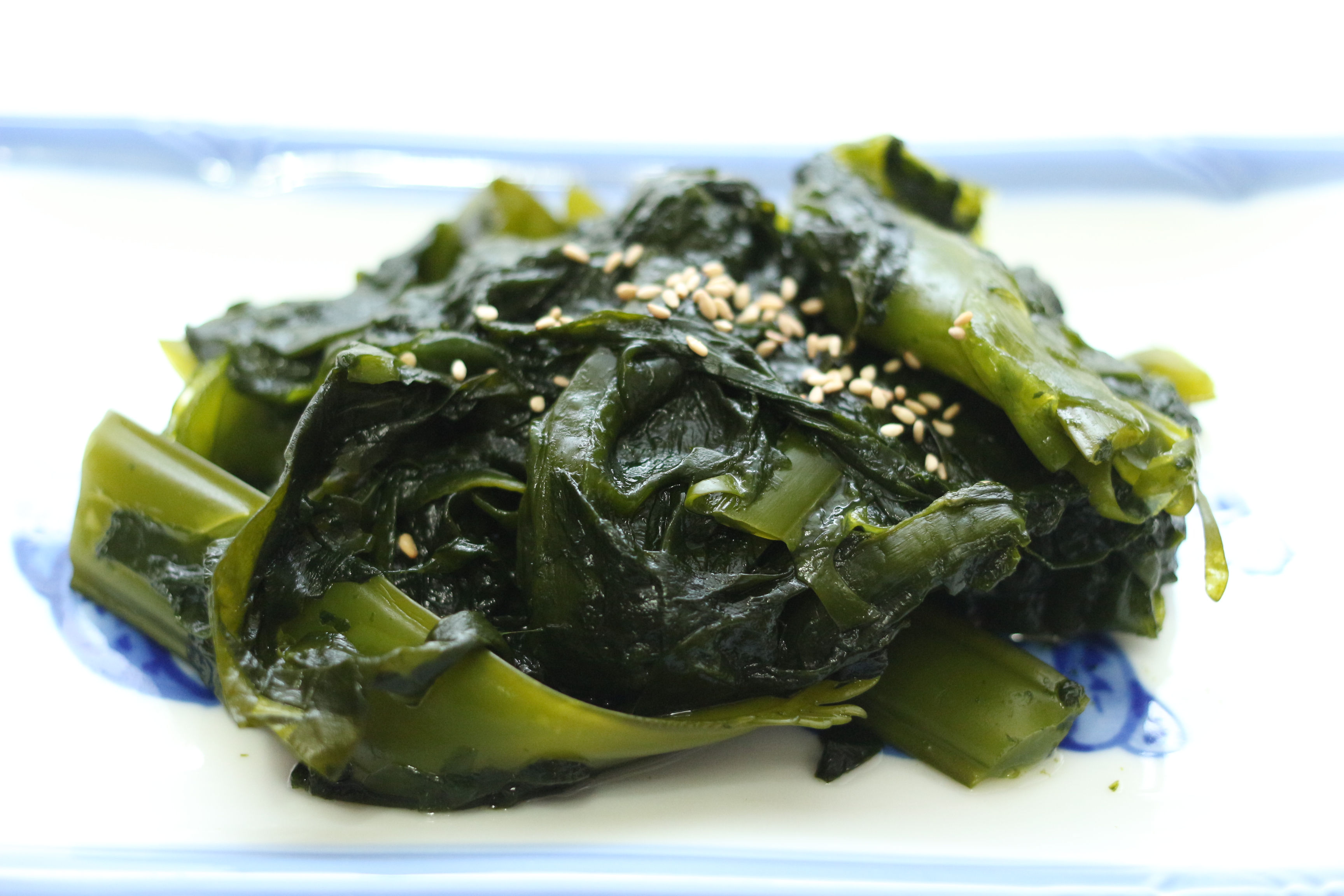
3f. 韓国式ワカメサラダ

### 成分
| 項目           | 分量   |
| -------------- | ------ |
| 食物繊維総量   | 68.9 g |
| 水溶性食物繊維 | 9.0 g  |
| 不溶性食物繊維 | 59.9 g |

ワカメは低カロリーであり、ミネラルや食物繊維に富む（右表）。褐藻に特徴的な食物繊維であるアルギン酸は、食後の血糖値の上昇を緩やかにしたり、コレステロール値を下げたり、便通改善の効果が報告されている。またワカメ由来のペプチド類には、アンジオテンシン変換酵素 (ACE) 阻害作用のタイプも含まれており、ラットを用いた動物実験では吸収されたペプチドによる血圧降下作用が示されている。褐藻の光合成色素であるフコキサンチンには、抗酸化作用、抗肥満作用、抗腫瘍活性などが報告されている。

### 流通
2009年には、日本に流通するワカメは約30万トンであり、そのうち日本産のものは約6万トン、韓国からの輸入が約3万トン、中国からの輸入は約21万トンであった（全て湿重量に換算）。
日本でのワカメ生産のうち、約95%は養殖によるものとされる。2019年における日本国内の養殖での総生産は約4.5万トンであり、そのうち宮城県が41%、岩手県が28%、徳島県が13%を占めていた。

### 養殖
ワカメの養殖に関しては、1937年頃に中国東北部で大槻洋四郎によって予備的な実験が行われたことに始まる。その後、各地でさまざまな方法が検討され、1957年に岩手県大船渡市末崎町の小松藤蔵によって養殖が成功し、起業化された。当時の手法では、メカブを陰干しした後に水槽に漬け、放出された遊走子をシュロ糸でつくった採苗器に着生させ、これを海中に垂下して夏期の間は幼芽がでないように水深を管理し、秋に幼芽が出そろった頃にこのシュロ糸を海面に設置した養殖用ロープに挟み込んで養殖する。ワカメの養殖は1960年代から急速に普及し、すでに1970年代には天然ワカメよりも養殖ワカメの生産量が多くなり、1990年代以降はほとんど養殖ワカメに占められるようになった。
養殖技術にはさまざまな改良が行われており、遊走子から発芽した配偶体を基質に着生させずに培養した「フリー配偶体」を種苗とすることも行われている。フリー配偶体を用いることで、メカブ採取・選定作業の手間を省き、培養条件を制御することで任意の時期に種苗を生産できる。また夏期の水温が高い西日本では、夏期に海中ではなく陸上水槽で種苗管理を行うこともある。

### 水質浄化機能
横浜市西区のみなとみらい地区の地先海域では「夢ワカメ・ワークショップ」という環境教育プロジェクトを行っており、地元の小学生などが横浜港でワカメを養殖している。ワカメには、海水中のリンや窒素を取り込みながら成長することで富栄養化を防ぐ効果がある。

### 隠語
- タクシー運転手は「わかめ」の語を、「回送」の意（海藻にかけて）または酔っ払いの客の意（ゆらゆら揺れることから）で用いることがある[70]。
- コンパクトカセットやマイクロカセット、DAT、VHS、ベータカセットなどの磁気テープメディアが損傷した時に形状がワカメのようにくしゃくしゃになってしまうことから、「わかめ」と呼ばれることもある（テープレコーダー#テープのわかめを参照）。

## 分類
ワカメ属の種としては、日本にはワカメに加えてアオワカメとヒロメが知られている。これらはワカメと同様に食用とされるが、ワカメにくらべて生産量は極めて少なく、特産物的な扱いでほとんど流通していない。
| 日本産ワカメ属の分類 - ワカメ Undaria pinnatifida (Harvey) Suringar (1873) - アオワカメ Undaria peterseniana (Kjellman) Okamura (1915) シノニム: Laminaria peterseniana Kjellman (1885) 葉状部は羽状に切れ込まず、中央部が厚くなるが明瞭な中肋はない。胞子葉は形成せず、葉状部の両面に遊走子嚢を形成する。北海道南部から九州、済州島に分布する。 - ヒロメ Undaria undarioides (Yendo) Okamura (1915) シノニム: Hirome undarioides Yendo (1903) 葉状部は羽状に切れ込まず、中央部には明瞭な中肋がある。胞子葉は形成せず、葉状部の両面に遊走子嚢を形成する。本州中南部から九州に分布する。 |

アオワカメとヒロメはワカメと交雑することが知られている。Undaria crenata Y.P. Lee & J.T. Yoon (1998) はワカメとアオワカメの雑種であると考えられており、またワカメとヒロメの雑種もよく見られ、それらはヒロワカメとよばれている。遺伝子解析からは、これら3種は生物学的には同一種とすべきであることが示唆されている。
ワカメの中には茎状部の長さや葉状部の切れ込み程度などに大きな変異があり、それに基づいて多数の種内分類群が提唱されている（下表）。ただしこれらの特徴は生育条件によって変化するため、2021年現在ではこれらの分類群名は分類学的には用いられない。
| ワカメ属の種内分類 - Undaria pinnatifida var. vulgaris Suringar (1873) - Undaria pinnatifida f. subflabellata Suringar 1873 nom. nud. - Undaria pinnatifida f. elliptica Suringar (1873) nom. nud. - ナンブワカメ Undaria pinnatifida var. distans Miyabe & Okamura (1902) Undaria pinnatifida f. distans (Miyabe & Okamura) Yendo (1911) 藻体は狭長、茎状部が長く、胞子葉が葉状部から離れている。質がやや硬い。 - Undaria pinnatifida var. elongata Suringar (1873) - ナルトワカメ Undaria pinnatifida f. narutensis Yendo (1911) 胞子葉が葉状部と連続している。 |